# Saint-Jory-las-Bloux
Saint-Jory-las-Bloux – miejscowość i gmina we Francji, w regionie Nowa Akwitania, w departamencie Dordogne.
Według danych na rok 1990 gminę zamieszkiwało 241 osób, a gęstość zaludnienia wynosiła 14 osób/km² (wśród 2290 gmin Akwitanii Saint-Jory-las-Bloux plasuje się na 937. miejscu pod względem liczby ludności, natomiast pod względem powierzchni na miejscu 645.).